# Francisco de Borja Álvarez de Toledo

Stemma del Duca di Medina Sidonia

Francisco de Borja Álvarez de Toledo (Madrid, 9 giugno 1763 – Madrid, 12 febbraio 1821) fu 16º duca di Medina Sidonia e 12º duca di Bivona.

## Biografia
Era il figlio di Antonio Álvarez de Toledo, e della seconda moglie di quest'ultimo, Maria Antonia Gonzaga. Ereditò il marchesato di Villafranca alla morte dello zio, José María Álvarez de Toledo.

## Carriera
Intraprese la carriera militare. Nel 1782 divenne sergente delle guardie reali raggiungendo, nel 1797 il grado di colonnello. Nel 1798 è stato nominato Maresciallo e nel 1803 è stato gentiluomo da camera del re.
Durante l'invasione francese, Francisco tenne come titolo principale quello di Marchese di Los Vélez. È stato Comandante Generale e Governatore della regno di Murcia (1809-1814) e vice procuratore in questa regione.
Successe al fratello Giuseppe Maria, che non aveva avuto figli dalla moglie Maria Teresa Cayetana de Silva.
Fu Marchese di Martorell dal 1763 al 1821.
Investito del ducato di Bivona il 3 novembre 1796, Francesco Borgia fu l'ultimo duca ad esercitare la signoria feudale sulla cittadina agrigentina.
Dopo l'ascesa al trono di Ferdinando VII, raggiunse il grado di tenente generale (1816) e capitano generale della Murcia (1817).

## Matrimonio
A Madrid sposò, il 29 gennaio 1798, María Tomasa de Palafox (7 marzo 1780-14 ottobre 1835), figlia di Felipe de Palafox. Ebbero sei figli:
- Francisco Álvarez de Toledo (9 giugno 1799-31 gennaio 1816);
- María Teresa Álvarez de Toledo (1801-16 aprile 1866), sposò Joaquín Cavero, ebbero sette figli;
- Pedro de Alcántara Álvarez de Toledo (11 maggio 1803-10 gennaio 1867);
- María Tomasa Álvarez de Toledo (5 ottobre 1805-29 ottobre 1870), sposò Pedro Caro, ebbero quattro figli;
- José María Álvarez de Toledo (1º febbraio 1812-7 gennaio 1885), sposò María del Carmen Lucía de Acuña, ebbero tre figli;
- Ignacio Álvarez de Toledo (1º febbraio 1812-1º giugno 1878), sposò Teresa Álvarez de Toledo, ebbero tre figli.

## Morte
Morì nel suo palazzo di Madrid il 12 febbraio 1821.

## Ascendenza
|                                                        |                       |                                                       | Genitori                                 |  |  | Nonni |  |  | Bisnonni                                               |  |  | Trisnonni                                  |  |
|                                                        |                       |                                                       |                                          |  |  |       |  |  | José Fadrique Álvarez de Toledo y Fernández de Córdoba |  |  | Fadrique Álvarez de Toledo y Ponce de León |  |
|                                                        |                       |                                                       |                                          |  |  |       |  |  | José Fadrique Álvarez de Toledo y Fernández de Córdoba |  |  | Fadrique Álvarez de Toledo y Ponce de León |  |
|                                                        |                       | Maria Manuela Fernandez de Córdova Cardona y Pimentel |                                          |  |  |       |  |  | José Fadrique Álvarez de Toledo y Fernández de Córdoba |  |  |                                            |  |
| Fadrique Vicente Álvarez de Toledo y Moncada de Aragón |                       |                                                       |                                          |  |  |       |  |  | José Fadrique Álvarez de Toledo y Fernández de Córdoba |  |  |                                            |  |
|                                                        |                       | Teresa Catalina Moncada de Aragón y Fajardo           | Fernando de Moncada y Aragón             |  |  |       |  |  |                                                        |  |  |                                            |  |
|                                                        |                       | Teresa Catalina Moncada de Aragón y Fajardo           | Fernando de Moncada y Aragón             |  |  |       |  |  |                                                        |  |  |                                            |  |
|                                                        |                       | Teresa Catalina Moncada de Aragón y Fajardo           | María Teresa Fajardo y Álvarez de Toledo |  |  |       |  |  |                                                        |  |  |                                            |  |
| Antonio Álvarez de Toledo y Pérez de Guzmán            |                       | Teresa Catalina Moncada de Aragón y Fajardo           |                                          |  |  |       |  |  |                                                        |  |  |                                            |  |
|                                                        |                       | Manuel Alonso Pérez de Guzmán el Bueno                | Juan Claros Pérez de Guzmán el Bueno     |  |  |       |  |  |                                                        |  |  |                                            |  |
|                                                        |                       | Manuel Alonso Pérez de Guzmán el Bueno                | Juan Claros Pérez de Guzmán el Bueno     |  |  |       |  |  |                                                        |  |  |                                            |  |
|                                                        |                       | Manuel Alonso Pérez de Guzmán el Bueno                | Antonia Pimentel y Benavides             |  |  |       |  |  |                                                        |  |  |                                            |  |
| Juana Pérez de Guzmán el Bueno y Silva                 |                       | Manuel Alonso Pérez de Guzmán el Bueno                |                                          |  |  |       |  |  |                                                        |  |  |                                            |  |
|                                                        |                       | Luisa Maria de Silva Mendoza y Haro                   | Gregorio de Silva Mendoza y Sandoval     |  |  |       |  |  |                                                        |  |  |                                            |  |
|                                                        |                       | Luisa Maria de Silva Mendoza y Haro                   | Gregorio de Silva Mendoza y Sandoval     |  |  |       |  |  |                                                        |  |  |                                            |  |
|                                                        |                       | Luisa Maria de Silva Mendoza y Haro                   | Maria de Haro y Guzmán                   |  |  |       |  |  |                                                        |  |  |                                            |  |
| Francisco de Borja Álvarez de Toledo                   |                       | Luisa Maria de Silva Mendoza y Haro                   |                                          |  |  |       |  |  |                                                        |  |  |                                            |  |
|                                                        | Ferdinando II Gonzaga | Carlo Gonzaga                                         |                                          |  |  |       |  |  |                                                        |  |  |                                            |  |
|                                                        | Ferdinando II Gonzaga | Carlo Gonzaga                                         |                                          |  |  |       |  |  |                                                        |  |  |                                            |  |
|                                                        | Ferdinando II Gonzaga | Isabella Martinengo                                   |                                          |  |  |       |  |  |                                                        |  |  |                                            |  |
| Francesco Gonzaga                                      | Ferdinando II Gonzaga |                                                       |                                          |  |  |       |  |  |                                                        |  |  |                                            |  |
|                                                        |                       | Laura Pico della Mirandola                            | Alessandro II Pico della Mirandola       |  |  |       |  |  |                                                        |  |  |                                            |  |
|                                                        |                       | Laura Pico della Mirandola                            | Alessandro II Pico della Mirandola       |  |  |       |  |  |                                                        |  |  |                                            |  |
|                                                        |                       | Laura Pico della Mirandola                            | Anna Beatrice d'Este                     |  |  |       |  |  |                                                        |  |  |                                            |  |
| Maria Antonia Dorotea Gonzaga                          |                       | Laura Pico della Mirandola                            |                                          |  |  |       |  |  |                                                        |  |  |                                            |  |
|                                                        |                       | Carmine Nicolao Caracciolo                            | Marino V Caracciolo                      |  |  |       |  |  |                                                        |  |  |                                            |  |
|                                                        |                       | Carmine Nicolao Caracciolo                            | Marino V Caracciolo                      |  |  |       |  |  |                                                        |  |  |                                            |  |
|                                                        |                       | Carmine Nicolao Caracciolo                            | Giovanna Caracciolo di Torella           |  |  |       |  |  |                                                        |  |  |                                            |  |
| Giulia Chiteria Caracciolo                             |                       | Carmine Nicolao Caracciolo                            |                                          |  |  |       |  |  |                                                        |  |  |                                            |  |
|                                                        |                       | Giovanna Costanza Ruffo                               | Francesco Ruffo                          |  |  |       |  |  |                                                        |  |  |                                            |  |
|                                                        |                       | Giovanna Costanza Ruffo                               | Francesco Ruffo                          |  |  |       |  |  |                                                        |  |  |                                            |  |
|                                                        |                       | Giovanna Costanza Ruffo                               | Giovanna Lanza                           |  |  |       |  |  |                                                        |  |  |                                            |  |
|                                                        |                       | Giovanna Costanza Ruffo                               |                                          |  |  |       |  |  |                                                        |  |  |                                            |  |